# Сато, Юнис
Юнис Нода Сато (англ. Eunice Noda Sato; 8 июня 1921, Ливингстон, Калифорния — 12 февраля 2021, Лонг-Бич, там же) — американский политик японского происхождения, мэр города Лонг-Бич с 1980 по 1982 год. Первая женщина азиатского происхождения, занявшая пост мэра крупного американского города. Первая женщина на посту мэра Лонг-Бича.

## Биография
Юнис Нода родилась 8 июня 1921 года в Ливингстоне в Калифорнии в семье выходцев из Японии. Одна из шести детей в семье. Училась в городском колледже Сан-Хосе. В годы Второй мировой войны, после подписания закона об интернировании японцев, семья была вынуждена переехать к родным в Колорадо. После переезда окончила Педагогический колледж штата Колорадо в Грили, ныне Северо-Колорадский университет. Магистратуру окончила в Колумбийском университете. 
В течение трёх лет работала учительницей в Мичигане. В 1948 году уехала в Иокогаму, где преподавала английский язык в частной школе. Во время пребывания в Японии вышла замуж за Томаса Такеси Сато. Родила троих детей: дочь Шарлотт и близнецов Дэниела и Дугласа.
Переехала в Лонг-Бич в 1956 году. Занимала пост президента Совета церквей города. В 1975 году избралась в Городской совет от 7-го округа. С 1980 по 1982 год была мэром города, став первой женщиной на этом посту. Первая женщина азиатского происхождения, ставшая мэром крупного американского города. При ней был обновлён даунтаун Лонг-Бича, в городе развивался гостиничный бизнес и коммерция. В Городском совете работала до 1986 года.
После ухода из Городского совета работала в ряде общественных организаций. В 1991 году вошла в Национальный консультативный совет по исследованиям в сфере образования. В 1996 году была удостоена награды от правительства Японии за вклад в развитие отношений между двумя странами. В 2015 году в Лонг-Биче была открыта школа её имени.
Скончалась 12 февраля 2021 года в возрасте 99 лет в доме престарелых в Биксби-Ноллз. Причиной смерти стали остановка сердца и дыхания.